# 51 Eridani b
51 Eridani b é um planeta extrassolar semelhante a Júpiter que orbita a jovem estrela 51 Eridani, localizado a cerca de 96 anos-luz de distância a partir da Terra, na constelação de Eridanus. Ele é um planeta jovem e tem aproximadamente 20 milhões de anos.

## Descoberta
51 Eridani b foi anunciado em agosto de 2015, mas foi descoberto em dezembro 2014 usando o Gemini Planet Imager, um projeto internacional liderado pelo Instituto Kavli para astrofísica de partículas e cosmologia. 51 Eridani b foi o primeiro exoplaneta descoberto pelo Gemini Planet Imager. O Gemini Planet Imager foi criado para descobrir planetas jovens orbitando estrelas brilhantes por meio de "imagem direta". A imagem direta permite aos astrônomos usar ótica adaptativa para aguçar a resolução da imagem de uma estrela, então, obstruem a luz das estrelas. Qualquer luz de entrada residual é então analisada, e os pontos mais brilhantes sugerem um possível planeta.

## Características
Os cientistas estimam que 51 Eridani b tenha uma massa duas vezes superior a de Júpiter, e tem a mais forte assinatura de metano que qualquer outro exoplaneta. Esta poderoso assinatura de metano deve produzir pistas adicionais sobre a forma como 51 Eridani b foi formado. A temperatura média do planeta é de 650 °C, que é substancialmente mais quente do que a temperatura média de undefinedmenos 145 °C de Júpiter, o planeta situado no Sistema Solar com o tamanho mais próximo. Empregando instrumento espectrômetro do Gemini Planet Imager, os astrônomos anunciaram em agosto de 2015, que eles também detectaram a presença de água. Antes da descoberta de 51 Eridani b, todos os planetas descobertos anteriormente através de imagem direta eram gigantes gasosos muitas vezes superior a massa de Júpiter.